# Rassemblement Wallon
Het Rassemblement Wallon (RW) was een Waalse politieke partij, opgericht in 1968 door onder anderen Robert Moreau, die groeide uit de Mouvement populaire wallon van André Renard en ijverde voor federalisme. Het RW was in het begin (jaren 1960-1970) een te duchten politieke factor en in feite de Waalse evenknie van het FDF. Midden jaren 70 nam het zelfs deel aan de regering-Tindemans II.
Maar toch was de neergang onafwendbaar: enerzijds begonnen ook andere Waalse partijen te pleiten voor federalisme (in die periode werden de unitaire partijen opgedoekt) en zo was het RW haar monopolie kwijt, en anderzijds stapten een aantal zwaargewichten, zoals Jean Gol en François Perin, uit de partij.
In 1986 werd het RW officieel ontbonden. Eind 1999 verenigden de resten van de aanhang zich met de Alliance Démocratique Wallonne (een scheurbeweging van de toenmalige PSC) en de Mouvement Wallon pour le Retour à la France tot een nieuwe partij, het rattachistische Rassemblement Wallonie-France (RWF). Uit onvrede met de radicale koers van die partij verliet de RW-aanhang in 2004 het RWF, en verenigde zich met de Parti France, het Mouvement Citoyens Wallons (dat zich ook van het RWF had afgescheiden) en het Wallon-Socialisme Démocratique tot Listes Wallon.
Na de parlementsverkiezingen van 2007 trok het Mouvement Citoyens Wallons zich terug, waarna het merendeel van de leden zich aansloot bij de aanhang van het Rassemblement Wallon. In 2008 verenigden het Rassemblement Wallon, de Parti France en het Wallon-Socialisme Démocratique zich tot Union Pour la Wallonie.
In februari 2011 werd Union Pour la Wallonie herdoopt tot Rassemblement Wallon, waardoor de partijnaam een korte heropleving kende. Men streefde naar een autonoom Wallonië, waarin de inwoners zelf over hun toekomst beslissen: in een Belgische confederatie, als onafhankelijke staat of in een unie met Frankrijk.
In 2014 nam de partij niet onder haar eigen naam deel aan de verkiezingen. Sindsdien zijn nog verschillende scheurlijsten en deelorganisaties van de partij actief, maar een gecentraliseerde partijwerking is er niet meer.

## Voorzitters
| Naam                 | Periode                            | Opmerkingen                                              |
| -------------------- | ---------------------------------- | -------------------------------------------------------- |
| François Perin       | 6 juni 1968 - 15 juni 1974         | Verkozen op 6 juni 1968, herkozen op 26 maart 1972.      |
| Robert Moreau        | 15 juni 1974 - 20 oktober 1974     | Waarnemend voorzitter.                                   |
| Paul-Henry Gendebien | 20 oktober 1974 - 24 februari 1979 | Verkozen op 20 oktober 1974, herkozen op 5 maart 1977.   |
| Henri Mordant        | 24 februari 1979 - 8 oktober 1983  | Verkozen op 24 februari 1979, herkozen op 29 maart 1981. |
| Fernand Massart      | 8 oktober 1983 - 22 maart 1986     | Verkozen op 8 oktober 1983.                              |

## Bekende leden van het Rassemblement Wallon
- Pierre Bertrand
- Augustin Bila
- Maurice Bologne
- Mathilde Boniface
- Étienne Duvieusart
- Jean Duvieusart
- Michel Foret
- Paul-Henry Gendebien
- Jean Gol
- Etienne Knoops
- Georges Maes
- Robert Moreau
- Henri Mordant
- François Perin
- Charly Talbot
- Marcel Thiry